# Everetts spinnenjager
Everetts spinnenjager (Arachnothera everetti) is een zangvogel uit de familie van de honingzuigers. Het is een  endemische soort op Borneo.

## Taxonomie
Dit taxon werd geldig beschreven door de Britse vogelkundige Richard Bowdler Sharpe aan de hand van materiaal dat was verzameld door de ambtenaar in koloniale dienst en natuuronderzoeker Alfred Hart Everett op de Gunung Kinabalu (berg). Als eerbetoon draagt de vogel de naam van Everett. Dit taxon wordt ook wel opgevat als een ondersoort van de Javaanse grijsborstspinnenjager (A. affinis).

## Herkenning
De vogel is 18 tot 21 cm. Hij lijkt sterk op de Javaanse grijsborstspinnenjager, is gemiiddeld groter dan de Maleise grijsborstspinnenjager (A. modesta) en wat zwaarder gestreept van onder.

## Verspreiding en leefgebied
De soort komt daar voor in gebergtebossen van Borneo tussen de 600 en 1600 m boven de zeespiegel.

## Status
De grootte van de populatie is niet gekwantificeerd en niet apart geëvalueerd. Hij staat samen met de Javaanse grijsborstspinnenjager als niet bedreigd op  Rode Lijst van de IUCN.